# Clive Burr
Clive Burr (East Ham, 8 maart 1957 – 12 maart 2013) was van december 1979 tot januari 1983 drummer bij de Britse heavymetalband Iron Maiden. Daarnaast was hij gastdrummer bij verschillende bands.
Burr volgde in 1979 Doug Sampson op als drummer bij Iron Maiden. Tijdens een toer door Amerika in 1983 moest Burr naar huis vanwege familieomstandigheden. Drummer Nicko McBrain (van de Franse band Trust) zou tijdelijk zijn vervanger zijn. Toen Burr terugkeerde bij de band werd hij ontslagen en McBrain zou definitief zijn plaats overnemen.
Burr ging spelen bij Trust en het leek een ruil tussen drummers van de twee bands. Ook heeft Burr meegespeeld op enkele solo-albums van zanger Paul Di'Anno (eveneens ex-Iron Maiden).

## Ziekte
Tijdens een concert in 2002 van Iron Maiden hoorde bassist Steve Harris dat Clive Burr de ziekte MS had. Omdat de groep Burr nog wel als goede vriend beschouwde, werd voor hem een benefietconcert gehouden en werden twee singles uitgebracht. De opbrengsten van het concert en de singles waren bestemd voor zijn behandelingen. Tijdens het concert kwam Burr op het podium om de fans te bedanken voor het geld.
Burr overleed op 56-jarige leeftijd in zijn woning.

## Discografie
- Iron Maiden:
  - Iron Maiden (1980)
  - Killers (1981)
  - Maiden Japan (EP, 1981)
  - The Number of the Beast (1982)
- Trust:
  - Trust IV (1983)
- Gogmagog:
  - I Will Be There (mini-LP) (1985)
- Desperado
  - Ace (1989/1990)